# Luke Skywalker

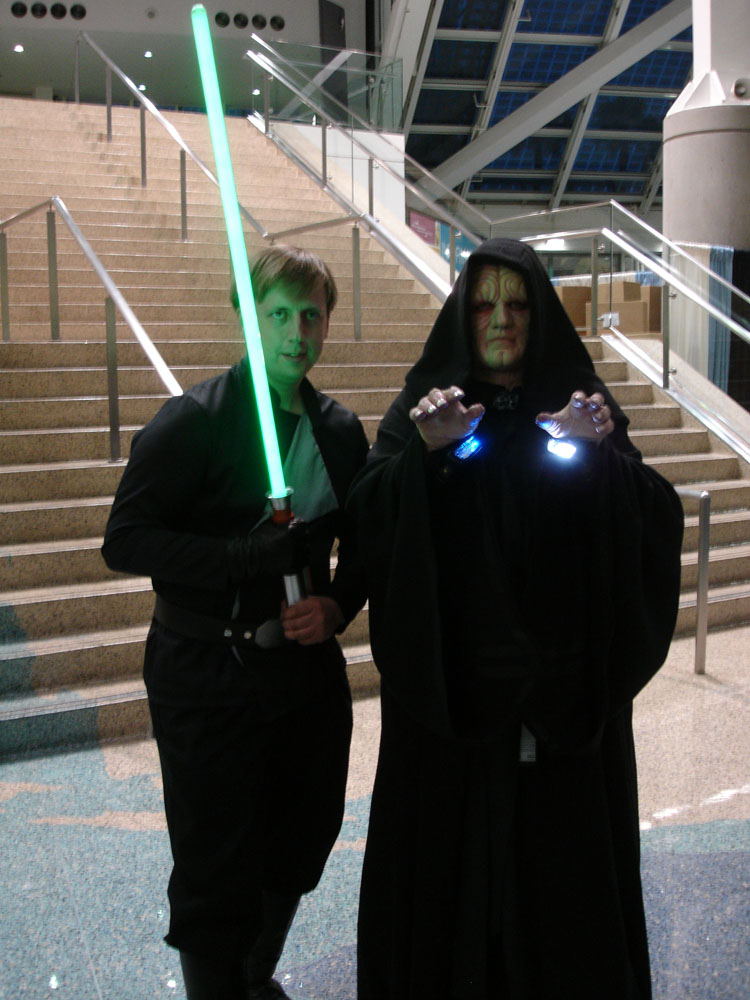
Luke Skywalker Cosplay, Star Wars Celebration IV

Luke Skywalker kitalált szereplő George Lucas Csillagok háborúja univerzumában, melynek eredeti három filmjének főhőse volt. A Mark Hamill által alakított karakter kulcsfontosságú figurája a Lázadóknak a Galaktikus Birodalommal szemben. Ikertestvére a lázadók egyik vezéralakja; Leia Organa, legjobb barátja a csempész Han Solo, mesterei pedig Obi-Wan "Ben" Kenobi és Yoda. Apja a bukott jedi, Anakin Skywalker (Darth Vader), anyja pedig a köztársasági szenátor, Padmé Amidala. Ő továbbá anyai nagybátyja Kylo Ren-nek, eredeti nevén Ben Solo-nak.
A nem hivatalos történetekben (Star Wars: Legendák) a birodalom bukása után Luke feleségül vette Mara Jade-et és házasságukból egy gyermek született; Ben Skywalker. Ezekben a történetekben Jaina, Jacen és Anakin Solo-nak a nagybátyja.

## Életútja
|  | Alább a cselekmény részletei következnek! |

### A Sithek bosszúja
Luke a távoli Polis Massán született, tizenkilenc évvel a yavini csata előtt, Anakin Skywalker egykori jedi lovag és Padmé Amidala, a Naboo bolygó hajdani királynője és szenátora gyermekeként. Nem sokkal azután azonban, hogy világra hozta őt és ikernővérét, Leiát, Padmé meghalt. A jedi rend utolsó túlélői közül Obi-Wan Kenobi és Yoda a gyermekek védelme érdekében úgy határozott, az újszülötteket egymástól távol kell felnevelni, hogy rejtve maradjanak a galaxist zsarnoki uralom alá hajtó Darth Sidious és tanítványa, Darth Vader elől. Leia-t az Alderaan bolygó királyi család vette magához, míg Luke a Tatuinra került, nagybátyja és nagynénje, valamint Kenobi felügyelete alatt.
Kisgyermekként feltűnik a Star Wars: Lázadók animációs sorozat harmadik évadának záró epizódjában.

### Egy új remény
Luke húszéves koráig a bácsikája, Owen Lars szerény párafarmján élt. Barátai már mind elhagyták a bolygót, vagy jelentkeztek a csillagközi Akadémiára, ahová azonban féltő nagybátyja Luke-ot nem engedte el. Lars apja kilétét is titokban tartotta a fiú előtt: állítása szerint az idősebb Skywalker egy teherhajó navigátoraként tevékenykedett.
Fordulat akkor következik be Luke életében, amikor bácsikájával megvásárolják a jawáktól R2-D2-t és C-3PO-t. A két droid ugyanis a birodalmiak elől menekült a Tatuinra, miután Leia Organa alderaani szenátornő hajóját Darth Vader megtámadta és elfogta. R2-D2 a memóriájában tárolja a Halálcsillag teljes tervrajzát. Luke megtalálja benne a szépséges Leia Organa üzenetét, pontosabban kétségbeesett segélykérését, amely Obi-Wan Kenobi tábornoknak szól.
Éjszaka a kis robot elszökik Luke-éktól a sivatagban élő Ben Kenobihoz. A robotot hajnalban követő Luke-nak Kenobi elárulja, hogy valaha együtt harcolt az édesapjával. Remek harci pilótaként és kiemelkedő jedi lovagként jellemzi őt, akit Darth Vader elárult és megölt. Átadja Luke-nak az édesapja fénykardját. Ezalatt Luke nevelőszüleit lemészárolják az R2-D2-t és C-3PO-t kereső birodalmi rohamosztagosok. Luke ennek hatására döntésre jut: megismeri az Erőt, és Kenobival tart az Alderaanra, ahova az öreg jedi mester Leia Organa szenátornő kérésére R2-D2-t, pontosabban a Halálcsillag tervrajzát el akarja juttatni. Mos Eisley űrkikötőben alkut kötnek a csempész Han Solóval, a Millennium Falcon tulajdonosával, és elindulnak az Alderaan felé. Ben útközben minden percet kihasznál, hogy Luke-ot a jedik életszemléletére és harcművészetére tanítsa.
Ám közben Tarkin, a Birodalom kormányzója, a Halálcsillaggal szétlövette a békés bolygót, hogy Leia Organa szenátornőből kiszedje, hol van a lázadók búvóhelye. Így Luke-ék csupán az Alderaan maradványait találják meg. Egy TIE vadász tőrbe csalja őket, és a Halálcsillag vonósugarában találják magukat. A Halálcsillagon kimentik a birodalmi börtönből Leia hercegnőt, akire már kimondták a halálos ítéletet. A hercegnő és társai megmenekülése érdekében Ben Kenobi feláldozza magát: Darth Vaderrel folytatott kardpárbajának végén lehunyt szemmel várja a halálos csapást, így Luke biztonságban elhagyhatja a hajót, ahelyett, hogy őt próbálná megmenteni. Miután Luke-ék a Millennium Falconnal kicsúsznak a birodalmiak karmaiból, a Yavin IV felé veszik az irányt, a lázadók titkos támaszpontjára. Luke egyre mélyebb vonzalmat érez Leia hercegnő iránt.
Darth Vader jeladót helyeztetett el a Millennium Falconon, és a birodalmiak követik őket. Mikor megérkeznek, a felkelők az R2-D2-ban elrejtett dokumentáció alapján szerencsére rájönnek, hogyan lehet elpusztítani a Halálcsillagot. Luke hivatalosan is csatlakozik a lázadókhoz, hogy mint harci pilóta (Vörös 5) segítsen a Halálcsillag elpusztításában. Az ütközetet – hála a Millennium Falcon váratlan felbukkanásának és Han Solo hathatós segítségének – a felkelők megnyerik. A Luke-ot üldöző Darth Vader sérült gépével kisodródik az űrbe. Luke a Halálcsillagot lélegzetelállító pontossággal kilőtt protontorpedók segítségével pusztítja el.

### A Birodalom visszavág
Újabb évekkel később Luke a Hoth bolygóra utazik, ahol Dodonna a Rogue Squadron legfőbb parancsnokává emeli Luke-ot. A birodalmiak észlelik a fagybolygót és bevetést kezdeményeznek ellene: Luke segít csapatának legyőzni a megérkező AT-AT lépegetőket, majd amikor Vader személyesen érkezik a bolygóra, a lázadók elmenekülnek. Luke is elmenekül, mégpedig a Dagobah-ra, hogy felkeresse az utolsó élő jedi mestert, Yodát, aki remeteként él a mocsárbolygón. Luke eldönti, hogy alaposabban megismeri a jedi harcművészetet.
Han Solo, Leia és csapata a Bespini Felhővárosba utazik, hogy ott bújhassanak el biztonságban. A bolygót Lando Calrissian, Han barátja vásárolta meg. Szívesen invitálja őket a városba, de később kiderül, hogy Vader megbízottja. Luke megérzi a  bajt és odautazik, ahol megkeresse elrabolt barátait és megküzdjön újra Vaderrel, aki levágja a fél karját, majd tőle tudja meg az  igazságot: ő az apja. Darth Vader megpróbálja az Erő sötét oldalára csábítani fiát Luke-ot, ő azonban ellenáll. Majd Leiának köszönhetően megmenekül és együtt (egy űrhajón) visszarepülnek a lázadók új főhadiszállására, ahol Luke egy mesterséges végtagot kap.

### A Jedi visszatér
Solót befagyasztva tartották a Tatuin bolygón, ahol Jabba fogságába került. Luke immár jedi lovag, és a csapattársai segítségével kiszabadította barátját. Ezután ismét visszatért a Dagobahra, ahol Yoda már haldoklik, de halála előtt még elmondta: Leia az ikertestvére. Luke elindult az Endorra, amelynek a közelében épült a második Halálcsillag. A nagy ütközetben megküzdött az apjával, akit sikerült a jó oldalra téríteni és aki így megölte az Uralkodót, de közben maga is halálos sérülést szenvedett. A második Halálcsillag is felrobbant, de Luke megmenekült és az apja holttestét is sikerült megmenekítenie. Apja tetemét az ünneplő ewokok körében, az Endoron égette el. Egy kicsit később, amikor mindenki a birodalom felett aratott győzelmet ünnepelte, Luke Yoda és Obi-Wan Kenobi szelleme mellett látta Anakin (az apja) szellemét is megjelenni. Mindenki úgy hitte, hogy az Uralkodó halálával a Galaxis ismét felszabadult.

### Az endori csata utáni élete (Y. u. 4 – Y. u. 34)

#### A Mandalórisorozat
Grogu nevű – Yoda fajához tartozó – jedi gyermeket menti meg a második évad utolsó részében. A Thytoon nevű bolygón Grogu kapcsolatba lép vele és egy birodalmi csillaghajón az utolsó pillanatban Luke megjelenik, minden sötét droidot lemészárol és megmenti Din Djarin csapatát és Grogut, akit magához vesz.

#### A Mandalóri után (YU 9 – YU 34)
Luke Skywalker – miután magához vette Grogu tanítását – elkezdte felkutatni az első Jedi-templomot, ezért felkereste Lor San Tekkát, egy felfedezőt, hogy találják meg a templomot. Először az Elphronán kezdték megkeresni a templomot YU 15 környékén második tanítványával, Ben Solo-val is, de rajtuk ütött Ren és a Ren Lovagok, és Luke és Ben megküzdött velük. Ezután több bolygón át keresték a templomot, míg végül valamikor YU 28 előtt megtalálták az Anch-To nevű bolygón.
Luke itt megalapította a saját Jedi akadémiáját, ahol több tanítványt fogadott. YU 28-ban, körülbelül 5-6 évvel Luke Jedi Akadémiajának megállapítása után, este Luke megérezte Benben az Erő sötét oldalát, ezért rátámadott a tanítványa bunkerében. Ezután egy villám csapott be a Jedi akadémiára, ám ezt Luke túlélte. De mindene elveszett, amire volt, ezért önkéntes száműzetésbe indult egészen a VII. epizód végéig (YU 34).

#### Az ébredő Erő
Az Ellenállás a két térképdarabot összerakva megtudja, hogy hol tartózkodik Luke. Rey, Chewie és R2-D2 elutaznak Ahch-Tora, és ott megtalálják Luke Skywalkert.

#### Az utolsó Jedik
Rey megtalálja Luke Skywalkert, az utolsó élő jedit, és odaadja régi fénykardját, de azt eldobja és nem akarja meghallgatni, amit Rey mondani akar. Később végre meghallgatja, amit akar mondani Rey.
Végül elvállalja, hogy elkezdi kiképezni Reyt. Luke egy viharos éjjel meglátja, ahogy Rey beszél Kylo-val az Erőn keresztül és megállítja őket.
Luke elküldi Rey-t Ahch-Toról, és Luke felégeti a Jedi Templom maradványait. Ezután megjelenik mestere, Yoda Erőszellemként, hogy beszéljenek egyet, és végül megértette, miért kell szüksége az Ellenállásnak. Luke végül segít Rey-nek a Craiten az Erő segítségével, és ott megküzd régi tanítványával, Kylo Rennel. Luke eggyé válik az Erővel.

#### Skywalker kora
Amikor Rey az Ahch-Tora érkezett mert miután Kylo Ren elmondta Rey-nek hogy ő Palpatine unokája, kétségbe van esve. Ekkor megjelenik előtte Luke Erőszelleme és elmondja hogy ő és Leia régóta tudják honnan származik, mégis kiképezték őt, mert Rey-nek jó szíve van, és ez bármilyen vérvonalat felülír. Majd átadja húga fénykardját, és az Erővel kiemeli a vízből a régi X-szárnyúját, amivel Rey elmegy vele az Exegolra. Az Első Rend (és a Végső Rend) legyőzése után a Tatuinon még utoljára Leiával együtt, Erőszellemként megjelennek, hogy elbúcsúzzanak Reytől.

## Filmográfia
- 1) Star Wars III. rész – A Sith-ek bosszúja (Luke születése)
- 2) Star Wars IV. rész – Egy új remény
- 3) Star Wars V. rész – A Birodalom visszavág
- 4) Star Wars VI. rész – A Jedi visszatér
- 5) A Mandalóri
- 6) Boba Fett könyve
- 7) Star Wars VII. rész – Az ébredő Erő
- 8) Star Wars VIII. rész – Az utolsó Jedik
- 9) Star Wars IX. rész – Skywalker kora (erőszellemként)

## Fordítás
- Ez a szócikk részben vagy egészben  a   Luke Skywalker című angol Wikipédia-szócikk fordításán alapul.  Az eredeti cikk szerkesztőit annak laptörténete sorolja fel. Ez a jelzés csupán a megfogalmazás eredetét és a szerzői jogokat jelzi, nem szolgál a cikkben szereplő információk forrásmegjelöléseként.